# Bisdom Hamilton
Het bisdom Hamilton (Latijn: Dioecesis Hamiltonensis) is een rooms-katholiek bisdom met als zetel Hamilton, in Canada. Het bisdom is suffragaan aan het aartsbisdom Toronto. 

## Geschiedenis
Het bisdom werd opgericht op 29 februari 1856, uit delen van het bisdom Toronto, en was suffragaan aan het aartsbisdom Quebec. Op 18 maart 1870 veranderde het van kerkprovincie en werd het suffragaan aan het nieuw verheven aartsbisdom Toronto.

## Parochies
Het bisdom had in 2021 een oppervlakte van 16.824 km2 en telde 2.379.760 inwoners waarvan 28,0% rooms-katholiek was.

## Bisschoppen
- John Farrell (29 februari 1856 - 26 september 1873)
- Peter Francis Crinnon (3 februari 1874 - 25 november 1882)
- James Joseph Carbery (4 september 1883 - 17 december 1887)
- Thomas Joseph Dowling (11 januari 1889 - 6 augustus 1924)
- John Thomas McNally (12 augustus 1924 - 17 februari 1937)
- Joseph Francis Ryan (16 augustus 1937 - 27 maart 1973)
- Paul Francis Reding (14 september 1973 - 8 december 1983; hulpbisschop 2 juli 1966)
  - James Hector MacDonald (hulpbisschop: 9 februari 1978 - 12 augustus 1982)
- Anthony Frederick Tonnos (2 mei 1984 - 24 september 2010; hulpbisschop sinds 13 mei 1983)
  - Matthew Francis Ustrzycki (hulpbisschop: 10 mei 1985 - 1 juni 2007)
  - Gerard Paul Bergie (hulpbisschop: 11 juli 2005 - 14 september 2010)
- David Douglas Crosby (24 september 2010 - heden)
  - Daniel Joseph Miehm (hulpbisschop: 20 februari 2013 - 10 maart 2017)
  - Wayne Lawrence Lobsinger (hulpbisschop: 21 november 2020 - heden)

## Galerij van afbeeldingen

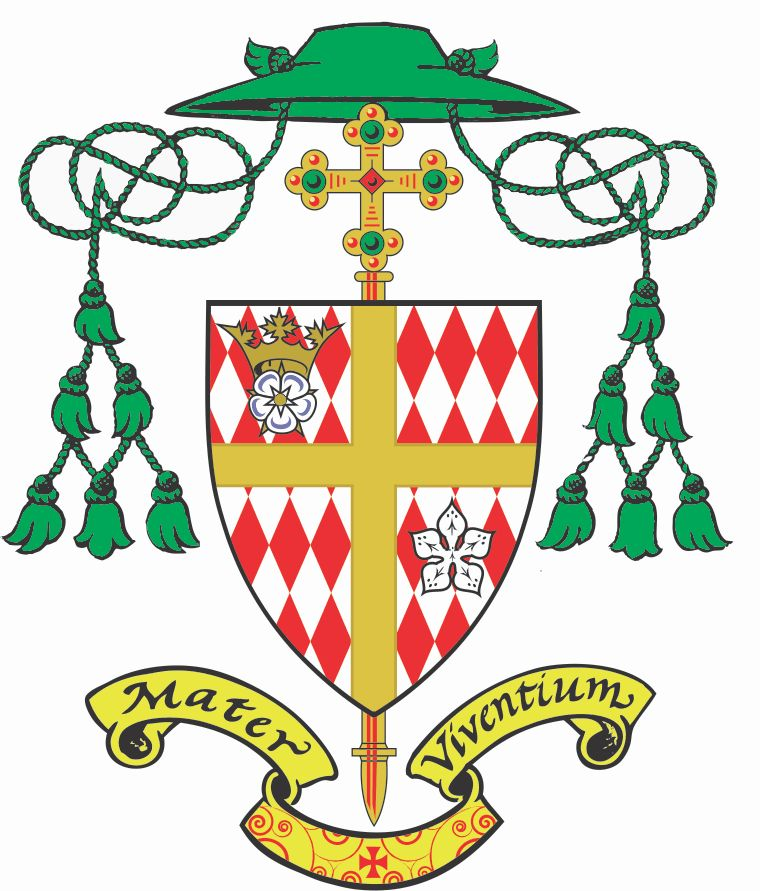
Wapen van het bisdom Hamilton
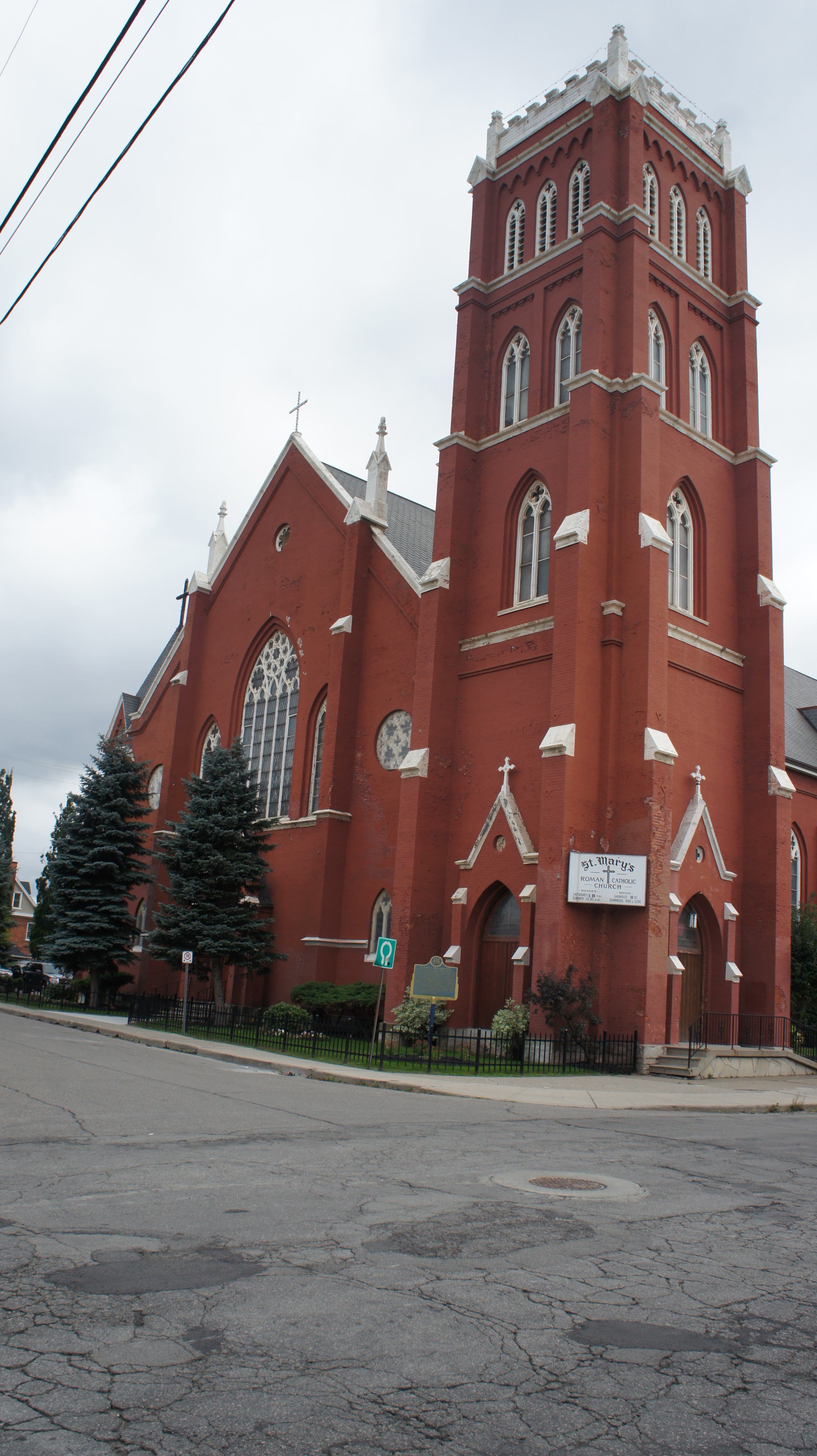
Prokathedraal van de Heilige Maria, kathedraal van het bisdom in de periode 1856 tot 1927
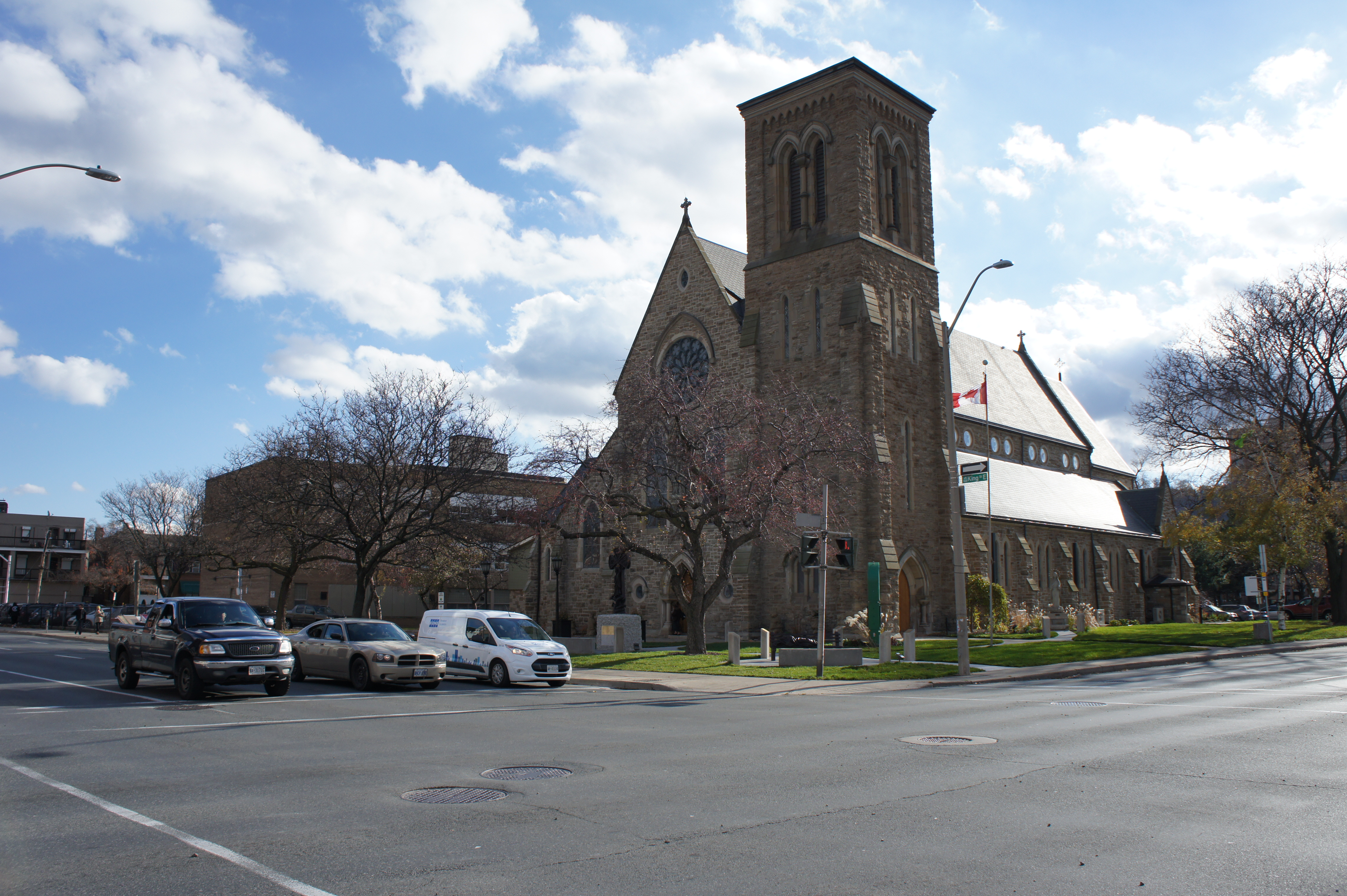
Kerk van Sint Patrick, kathedraal van het bisdom in de periode 1927 tot 1933
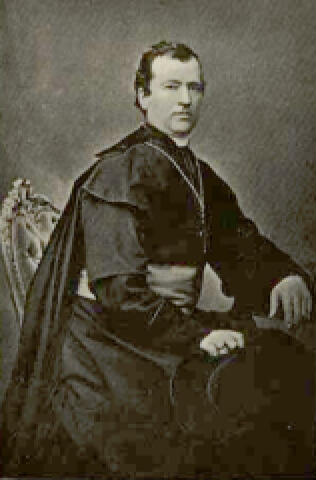
Bisschop John Farrell

Toronto (aartsbisdom) · Hamilton · London · Saint Catharines · Thunder Bay